# 尼特拉州
尼特拉州是斯洛伐克西南部的一个州，毗鄰匈牙利。面积6,343平方公里，占斯洛伐克的13%，人口713,422（2001年）。下设7个区，州府为尼特拉，人口87285人（2001年），是尼特拉区重要的行政、经济和文化中心。是斯洛伐克最古老的城市之一，拥有很多著名的建筑。

## 行政区划
尼特拉州划分为7个区，分别是科馬爾諾區、萊維采區、尼特拉區、新扎姆基區、沙拉區、托波爾恰尼區和茲拉特莫拉夫采區。
区下再划分为354个市镇，其中10个为市。